# ساوث آفریکن رد کراس ایر مرسی سرویس
ساوث آفریکن رد کراس ایر مرسی سرویس (به انگلیسی: South African Red Cross Air Mercy Service) یک شرکت هواپیمایی است که در تاریخ ۱۹۶۶ میلادی تأسیس شده‌است. دفتر مرکزی ساوث آفریکن رد کراس ایر مرسی سرویس در فرودگاه بین‌المللی کیپ‌تاون، کیپ‌تاون، کیپ غربی، آفریقای جنوبی واقع شده‌است.